# Coupe du monde de cyclo-cross 2021-2022
Navigation
2020-2021 2022-2023
La Coupe du monde de cyclo-cross 2021-2022 est la 29e édition de la coupe du monde de cyclo-cross qui a lieu du 10 octobre 2021 à Waterloo au 23 janvier 2022 à Hoogerheide. Elle comprend seize manches pour les élites, organisées en Europe et aux États-Unis : chacune d'elles fait partie du calendrier de la saison de cyclo-cross masculine et féminine 2021-2022. Pour les deux catégories juniors ainsi que pour les espoirs masculins, seules cinq manches sont au programme. Les espoirs féminines participent aux mêmes courses que les élites mais disposent de leur propre classement général.
Le 28 novembre 2021, les organisateurs annoncent l'annulation du Scheldecross prévue le week-end suivant, en raison de la pandémie de Covid-19. Pour la même raison, les épreuves juniors et espoirs de la manche d'Hoogerheide sont également annulées.

## Barème
Le barème est identique à celui de la saison précédente, unique pour toutes les catégories : 
| Place  | 1  | 2  | 3  | 4  | 5  | 6  | 7  | 8  | 9  | 10 | 11 | 12 | 13 | 14 | 15 | 16 | 17 | 18 | 19 | 20 | 21 | 22 | 23 | 24 | 25 |
| Points | 40 | 30 | 25 | 22 | 21 | 20 | 19 | 18 | 17 | 16 | 15 | 14 | 13 | 12 | 11 | 10 | 9  | 8  | 7  | 6  | 5  | 4  | 3  | 2  | 1  |

## Calendrier
| #  | Date             | Course                              |
| -- | ---------------- | ----------------------------------- |
| 1  | 10 octobre 2021  | Waterloo (Trek CXC Cup)             |
| 2  | 13 octobre 2021  | Fayetteville                        |
| 3  | 17 octobre 2021  | Iowa City (Jingle Cross)            |
| 4  | 24 octobre 2021  | Zonhoven (Cyclo-cross de Zonhoven)  |
| 5  | 31 octobre 2021  | Overijse (Druivencross)             |
| 6  | 14 novembre 2021 | Tábor (Cyclo-cross de Tábor)        |
| 7  | 21 novembre 2021 | Coxyde (Duinencross)                |
| 8  | 28 novembre 2021 | Besançon                            |
| 9  | 5 décembre 2021  | Anvers (Scheldecross)               |
| 10 | 12 décembre 2021 | Val di Sole                         |
| 11 | 18 décembre 2021 | Rucphen                             |
| 12 | 19 décembre 2021 | Namur (Cyclo-cross de la Citadelle) |
| 13 | 26 décembre 2021 | Termonde (Ambiancecross)            |
| 14 | 2 janvier 2022   | Hulst (Vestingcross)                |
| 15 | 16 janvier 2022  | Flamanville                         |
| 16 | 23 janvier 2022  | Hoogerheide (GP Adrie van der Poel) |

## Hommes élites

### Résultats
| #  | Date             | Lieu                                | Vainqueur                                    | Deuxième                                     | Troisième                                    | Leader du classement général |
| -- | ---------------- | ----------------------------------- | -------------------------------------------- | -------------------------------------------- | -------------------------------------------- | ---------------------------- |
| 1  | 10 octobre 2021  | Waterloo (Trek CXC Cup)             | Eli Iserbyt                                  | Michael Vanthourenhout                       | Quinten Hermans                              | Eli Iserbyt                  |
| 2  | 13 octobre 2021  | Fayetteville                        | Quinten Hermans                              | Eli Iserbyt                                  | Michael Vanthourenhout                       | Eli Iserbyt                  |
| 3  | 17 octobre 2021  | Iowa City (Jingle Cross)            | Eli Iserbyt                                  | Lars van der Haar                            | Michael Vanthourenhout                       | Eli Iserbyt                  |
| 4  | 24 octobre 2021  | Zonhoven (Cyclo-cross de Zonhoven)  | Toon Aerts                                   | Lars van der Haar                            | Eli Iserbyt                                  | Eli Iserbyt                  |
| 5  | 31 octobre 2021  | Overijse (Druivencross)             | Eli Iserbyt                                  | Michael Vanthourenhout                       | Toon Aerts                                   | Eli Iserbyt                  |
| 6  | 14 novembre 2021 | Tábor (Cyclo-cross de Tábor)        | Lars van der Haar                            | Eli Iserbyt                                  | Quinten Hermans                              | Eli Iserbyt                  |
| 7  | 21 novembre 2021 | Coxyde (Duinencross)                | Eli Iserbyt                                  | Laurens Sweeck                               | Toon Aerts                                   | Eli Iserbyt                  |
| 8  | 28 novembre 2021 | Besançon                            | Eli Iserbyt                                  | Toon Aerts                                   | Pim Ronhaar                                  | Eli Iserbyt                  |
| 9  | 5 décembre 2021  | Anvers (Scheldecross)               | annulée en raison de la pandémie de Covid-19 | annulée en raison de la pandémie de Covid-19 | annulée en raison de la pandémie de Covid-19 | Eli Iserbyt                  |
| 10 | 12 décembre 2021 | Val di Sole                         | Wout van Aert                                | Michael Vanthourenhout                       | Tom Pidcock                                  | Eli Iserbyt                  |
| 11 | 18 décembre 2021 | Rucphen                             | Tom Pidcock                                  | Eli Iserbyt                                  | Michael Vanthourenhout                       | Eli Iserbyt                  |
| 12 | 19 décembre 2021 | Namur (Cyclo-cross de la Citadelle) | Michael Vanthourenhout                       | Tom Pidcock                                  | Toon Aerts                                   | Eli Iserbyt                  |
| 13 | 26 décembre 2021 | Termonde (Ambiancecross)            | Wout van Aert                                | Mathieu van der Poel                         | Toon Aerts                                   | Eli Iserbyt                  |
| 14 | 2 janvier 2022   | Hulst (Vestingcross)                | Tom Pidcock                                  | Eli Iserbyt                                  | Lars van der Haar                            | Eli Iserbyt                  |
| 15 | 16 janvier 2022  | Flamanville                         | Eli Iserbyt                                  | Toon Aerts                                   | Michael Vanthourenhout                       | Eli Iserbyt                  |
| 16 | 23 janvier 2022  | Hoogerheide (GP Adrie van der Poel) | Eli Iserbyt                                  | Lars van der Haar                            | Tom Pidcock                                  | Eli Iserbyt                  |

### Classement général[4]
| Pos. | Coureur                | Équipe                               | WAT | FAY | IOW | ZON | OVE | TAB | COX | BES | ANV | VAL | RUC | NAM | DEN | HUL | FLA | HOO | Points |
| ---- | ---------------------- | ------------------------------------ | --- | --- | --- | --- | --- | --- | --- | --- | --- | --- | --- | --- | --- | --- | --- | --- | ------ |
| 1    | Eli Iserbyt            | Pauwels Sauzen-Bingoal               | 1   | 2   | 1   | 3   | 1   | 2   | 1   | 1   | /   | 4   | 2   | 5   | 9   | 2   | 1   | 1   | 485    |
| 2    | Michael Vanthourenhout | Pauwels Sauzen-Bingoal               | 2   | 3   | 3   | 6   | 2   | 5   | -   | 4   | /   | 2   | 3   | 1   | 4   | 6   | 3   | 4   | 357    |
| 3    | Toon Aerts             | Baloise Trek Lions                   | 6   | 4   | 4   | 1   | 3   | 4   | 3   | 2   | /   | -   | 6   | 3   | 3   | 5   | 2   | 5   | 348    |
| 4    | Quinten Hermans        | Tormans Cyclo Cross Team             | 3   | 1   | 5   | 5   | 5   | 3   | 4   | -   | /   | 5   | 4   | 4   | 5   | 7   | -   | 7   | 299    |
| 5    | Lars van der Haar      | Baloise Trek Lions                   | 4   | 14  | 2   | 2   | 6   | 1   | 5   | -   | /   | -   | 5   | 12  | 10  | 3   | -   | 2   | 281    |
| 6    | Laurens Sweeck         | Pauwels Sauzen-Bingoal               | -   | -   | -   | 4   | 4   | 6   | 2   | 10  | /   | -   | 7   | 7   | 7   | 8   | 4   | 10  | 223    |
| 7    | Corné van Kessel       | Tormans Cyclo Cross Team             | 10  | 16  | 20  | 8   | 7   | 7   | 6   | 5   | /   | 10  | 8   | 8   | 6   | DNF | 7   | DNF | 220    |
| 8    | Toon Vandebosch        | Pauwels Sauzen-Bingoal               | 11  | 9   | 12  | 9   | 15  | 17  | 11  | 8   | /   | 9   | 10  | 20  | 13  | 10  | 8   | 9   | 219    |
| 9    | Daan Soete             | Deschacht-Group Hens-Containers Maes | 12  | 11  | 7   | 7   | 17  | 12  | 8   | -   | /   | 8   | 13  | 6   | 18  | 11  | 11  | 11  | 212    |
| 10   | Vincent Baestaens      | Deschacht-Group Hens-Containers Maes | 7   | -   | 10  | 15  | 13  | 8   | 7   | 15  | /   | 11  | 9   | 13  | 12  | 9   | 13  | 21  | 201    |

## Femmes élites

### Résultats
| #  | Date             | Lieu                                | Vainqueur                                    | Deuxième                                     | Troisième                                    | Leader du classement général |
| -- | ---------------- | ----------------------------------- | -------------------------------------------- | -------------------------------------------- | -------------------------------------------- | ---------------------------- |
| 1  | 10 octobre 2021  | Waterloo (Trek CXC Cup)             | Marianne Vos                                 | Lucinda Brand                                | Denise Betsema                               | Marianne Vos                 |
| 2  | 13 octobre 2021  | Fayetteville                        | Lucinda Brand                                | Denise Betsema                               | Clara Honsinger                              | Lucinda Brand                |
| 3  | 17 octobre 2021  | Iowa City (Jingle Cross)            | Marianne Vos                                 | Denise Betsema                               | Kata Blanka Vas                              | Marianne Vos                 |
| 4  | 24 octobre 2021  | Zonhoven (Cyclo-cross de Zonhoven)  | Denise Betsema                               | Lucinda Brand                                | Ceylin Alvarado                              | Denise Betsema               |
| 5  | 31 octobre 2021  | Overijse (Druivencross)             | Kata Blanka Vas                              | Puck Pieterse                                | Lucinda Brand                                | Lucinda Brand                |
| 6  | 14 novembre 2021 | Tábor (Cyclo-cross de Tábor)        | Lucinda Brand                                | Puck Pieterse                                | Annemarie Worst                              | Lucinda Brand                |
| 7  | 21 novembre 2021 | Coxyde (Duinencross)                | Annemarie Worst                              | Denise Betsema                               | Lucinda Brand                                | Lucinda Brand                |
| 8  | 28 novembre 2021 | Besançon                            | Lucinda Brand                                | Maghalie Rochette                            | Denise Betsema                               | Lucinda Brand                |
| 9  | 5 décembre 2021  | Anvers (Scheldecross)               | annulée en raison de la pandémie de Covid-19 | annulée en raison de la pandémie de Covid-19 | annulée en raison de la pandémie de Covid-19 | Lucinda Brand                |
| 10 | 12 décembre 2021 | Val di Sole                         | Fem van Empel                                | Marianne Vos                                 | Maghalie Rochette                            | Lucinda Brand                |
| 11 | 18 décembre 2021 | Rucphen                             | Marianne Vos                                 | Lucinda Brand                                | Denise Betsema                               | Lucinda Brand                |
| 12 | 19 décembre 2021 | Namur (Cyclo-cross de la Citadelle) | Lucinda Brand                                | Denise Betsema                               | Puck Pieterse                                | Lucinda Brand                |
| 13 | 26 décembre 2021 | Termonde (Ambiancecross)            | Lucinda Brand                                | Clara Honsinger                              | Denise Betsema                               | Lucinda Brand                |
| 14 | 2 janvier 2022   | Hulst (Vestingcross)                | Lucinda Brand                                | Puck Pieterse                                | Annemarie Worst                              | Lucinda Brand                |
| 15 | 16 janvier 2022  | Flamanville                         | Fem van Empel                                | Puck Pieterse                                | Blanka Vas                                   | Lucinda Brand                |
| 16 | 23 janvier 2022  | Hoogerheide (GP Adrie van der Poel) | Marianne Vos                                 | Lucinda Brand                                | Puck Pieterse                                | Lucinda Brand                |

### Classement général[5]
| Pos. | Coureuse             | Équipe                 | WAT | FAY | IOW | ZON | OVE | TAB | COX | BES | ANV | VAL | RUC | NAM | DEN | HUL | FLA | HOO | Points |
| ---- | -------------------- | ---------------------- | --- | --- | --- | --- | --- | --- | --- | --- | --- | --- | --- | --- | --- | --- | --- | --- | ------ |
| 1    | Lucinda Brand        | Baloise Trek Lions     | 2   | 1   | 4   | 2   | 3   | 1   | 3   | 1   | /   | -   | 2   | 1   | 1   | 1   | -   | 2   | 432    |
| 2    | Denise Betsema       | Pauwels Sauzen-Bingoal | 3   | 2   | 2   | 1   | 4   | 4   | 2   | 3   | /   | 5   | 3   | 2   | 3   | 7   | -   | 8   | 361    |
| 3    | Puck Pieterse        | Alpecin-Fenix          | 8   | 5   | 5   | 4   | 2   | 2   | 7   | 5   | /   | 9   | 5   | 3   | 6   | 2   | 2   | 3   | 350    |
| 4    | Fem van Empel        | Pauwels Sauzen-Bingoal | 14  | 13  | 13  | 5   | 12  | 8   | 6   | 4   | /   | 1   | 4   | 4   | 11  | 5   | 1   | 4   | 315    |
| 5    | Marianne Vos         | Jumbo-Visma            | 1   | 4   | 1   | -   | -   | -   | -   | -   | /   | 2   | 1   | -   | 4   | 6   | -   | 1   | 254    |
| 6    | Shirin van Anrooij   | Baloise Trek Lions     | 16  | 11  | 8   | 6   | 8   | 7   | 4   | 8   | /   | -   | 7   | 8   | 5   | 8   | -   | 6   | 236    |
| 7    | Inge van der Heijden | 777                    | 17  | 14  | 11  | 7   | 15  | 9   | 8   | 6   | /   | -   | 10  | 7   | 14  | 9   | 5   | 12  | 221    |
| 8    | Blanka Vas           | SD Worx                | 6   | 6   | 3   | -   | 1   | 6   | 10  | -   | /   | -   | -   | DNF | 4   | 8   | 3   | 5   | 211    |
| 9    | Hélène Clauzel       | A.S. Bike Crossteam    | 7   | -   | 7   | 16  | 13  | 12  | 19  | 11  | /   | 6   | 22  | 6   | 12  | 11  | 6   | 14  | 202    |
| 10   | Annemarie Worst      | 777                    | 5   | 8   | 6   | -   | -   | 3   | 1   | 16  | /   | -   | 6   | 13  | -   | 3   | -   | -   | 192    |

## Hommes espoirs

### Résultats
| # | Date             | Lieu                                | Vainqueur                                    | Deuxième                                     | Troisième                                    | Leader du classement général |
| - | ---------------- | ----------------------------------- | -------------------------------------------- | -------------------------------------------- | -------------------------------------------- | ---------------------------- |
| 1 | 14 novembre 2021 | Tábor (Cyclo-cross de Tábor)        | Mees Hendrikx                                | Ryan Kamp                                    | Cameron Mason                                | Mees Hendrikx                |
| 2 | 19 décembre 2021 | Namur (Cyclo-cross de la Citadelle) | Pim Ronhaar                                  | Niels Vandeputte                             | Mees Hendrikx                                | Mees Hendrikx                |
| 3 | 26 décembre 2021 | Termonde (Ambiancecross)            | Cameron Mason                                | Pim Ronhaar                                  | Mees Hendrikx                                | Mees Hendrikx                |
| 4 | 16 janvier 2022  | Flamanville                         | Emiel Verstrynge                             | Ryan Kamp                                    | Mees Hendrikx                                | Mees Hendrikx                |
| 5 | 23 janvier 2022  | Hoogerheide (GP Adrie van der Poel) | annulée en raison de la pandémie de Covid-19 | annulée en raison de la pandémie de Covid-19 | annulée en raison de la pandémie de Covid-19 | Mees Hendrikx                |

### Classement général[6]
| Pos. | Coureur          | TAB | NAM | DEN | FLA | HOO | Points |
| ---- | ---------------- | --- | --- | --- | --- | --- | ------ |
| 1    | Mees Hendrikx    | 1   | 3   | 3   | 3   | /   | 115    |
| 2    | Pim Ronhaar      | 8   | 1   | 2   | 4   | /   | 110    |
| 3    | Emiel Verstrynge | 5   | 4   | 5   | 1   | /   | 104    |
| 4    | Cameron Mason    | 3   | 5   | 1   | -   | /   | 86     |
| 5    | Ryan Kamp        | 2   | -   | 9   | 2   | /   | 77     |
| 6    | Jente Michels    | 7   | 6   | 6   | -   | /   | 59     |
| 7    | Gerben Kuypers   | -   | 8   | 8   | 5   | /   | 57     |
| 8    | Niels Vandeputte | 13  | 2   | 13  | -   | /   | 56     |
| 9    | Anton Ferdinande | 4   | 7   | 11  | -   | /   | 56     |
| 10   | Loris Rouiller   | 6   | 12  | -   | 6   | /   | 54     |

## Femmes espoirs
Bien que participant aux mêmes courses que la catégorie Elite, les espoirs féminines possèdent leur propre classement général.

### Classement général[7]
| Pos.    | Coureuse           | Équipe                        | WAT | FAY | IOW | ZON | OVE | TAB | COX | BES | ANV | VAL | RUC | NAM | DEN | HUL | FLA | HOO | Points |
| ------- | ------------------ | ----------------------------- | --- | --- | --- | --- | --- | --- | --- | --- | --- | --- | --- | --- | --- | --- | --- | --- | ------ |
| 1 (3)   | Puck Pieterse      | Alpecin-Fenix                 | 8   | 5   | 5   | 4   | 2   | 2   | 7   | 5   | /   | 9   | 5   | 3   | 6   | 2   | 2   | 3   | 350    |
| 2 (4)   | Fem van Empel      | Pauwels Sauzen-Bingoal        | 14  | 13  | 13  | 5   | 12  | 8   | 6   | 4   | /   | 1   | 4   | 4   | 11  | 5   | 1   | 4   | 315    |
| 3 (6)   | Shirin van Anrooij | Baloise Trek Lions            | 16  | 11  | 8   | 6   | 8   | 7   | 4   | 8   | /   | -   | 7   | 8   | 5   | 8   | -   | 6   | 236    |
| 4 (23)  | Line Burquier      | A.S. Bike CrossTeam           | -   | -   | -   | 8   | 6   | -   | -   | 10  | /   | -   | -   | 12  | -   | 15  | -   | 22  | 83     |
| 5 (25)  | Amandine Fouquenet | Arkéa                         | -   | -   | -   | -   | 10  | -   | 23  | 15  | /   | -   | -   | 19  | -   | -   | 11  | 15  | 63     |
| 6 (26)  | Gaia Realini       | Selle Italia Guerciotti Elite | 11  | 15  | 17  | -   | -   | 16  | -   | -   | /   | 20  | -   | 27  | 24  | -   | -   | 28  | 53     |
| 7 (27)  | Katie Clouse       | Cannondale-Cyclocrossworld    | 23  | 18  | -   | -   | -   | 22  | 28  | 9   | /   | -   | 26  | 26  | 19  | 19  | -   | -   | 46     |
| 8 (34)  | Kristýna Zemanová  | Brilon Racing Team MB         | -   | -   | -   | -   | -   | 20  | -   | -   | /   | -   | -   | -   | 26  | -   | 18  | 20  | 20     |
| 9 (41)  | Marie Schreiber    | Tormans-Circus                | 34  | 24  | 39  | 34  | DNF | 21  | 35  | 20  | /   | -   | -   | 51  | 39  | 25  | -   | 27  | 14     |
| 10 (43) | Olivia Onesti      | Starcasino CX Team            | -   | -   | -   | 21  | 23  | 26  | 33  | 24  | /   | -   | -   | 24  | 27  | 32  | 25  | -   | 13     |

## Hommes juniors

### Résultats
| # | Date             | Lieu                                | Vainqueur                                    | Deuxième                                     | Troisième                                    | Leader du classement général |
| - | ---------------- | ----------------------------------- | -------------------------------------------- | -------------------------------------------- | -------------------------------------------- | ---------------------------- |
| 1 | 14 novembre 2021 | Tábor (Cyclo-cross de Tábor)        | David Haverdings                             | Nathan Smith                                 | Yordi Corsus                                 | David Haverdings             |
| 2 | 19 décembre 2021 | Namur (Cyclo-cross de la Citadelle) | David Haverdings                             | Kenay De Moyer                               | Corentin Lequet                              | David Haverdings             |
| 3 | 26 décembre 2021 | Termonde (Ambiancecross)            | David Haverdings                             | Nathan Smith                                 | Viktor Vandenberghe                          | David Haverdings             |
| 4 | 16 janvier 2022  | Flamanville                         | David Haverdings                             | Louka Lesueur                                | Luca Paletti                                 | David Haverdings             |
| 5 | 23 janvier 2022  | Hoogerheide (GP Adrie van der Poel) | annulée en raison de la pandémie de Covid-19 | annulée en raison de la pandémie de Covid-19 | annulée en raison de la pandémie de Covid-19 | David Haverdings             |

### Classement général[9]
| Pos. | Coureur             | TAB | NAM | DEN | FLA | HOO | Points |
| ---- | ------------------- | --- | --- | --- | --- | --- | ------ |
| 1    | David Haverdings    | 1   | 1   | 1   | 1   | /   | 160    |
| 2    | Louka Lesueur       | 5   | 4   | 4   | 2   | /   | 95     |
| 3    | Nathan Smith        | 2   | 13  | 2   | -   | /   | 73     |
| 4    | Corentin Lequet     | 17  | 3   | 10  | 4   | /   | 72     |
| 5    | Kenay De Moyer      | 8   | 2   | 5   | -   | /   | 69     |
| 6    | Viktor Vandenberghe | 6   | 6   | 3   | -   | /   | 65     |
| 7    | Yordi Corsus        | 3   | 7   | 8   | -   | /   | 62     |
| 8    | Luca Paletti        | 7   | 16  | 43  | 3   | /   | 54     |
| 9    | Ben Askey           | 4   | -   | 6   | -   | /   | 42     |
| 10   | Kay De Bruyckere    | 13  | 8   | 16  | -   | /   | 41     |

## Femmes juniors

### Résultats
| # | Date             | Lieu                                | Vainqueur                                    | Deuxième                                     | Troisième                                    | Leader du classement général |
| - | ---------------- | ----------------------------------- | -------------------------------------------- | -------------------------------------------- | -------------------------------------------- | ---------------------------- |
| 1 | 14 novembre 2021 | Tábor (Cyclo-cross de Tábor)        | Zoe Bäckstedt                                | Leonie Bentveld                              | Federica Venturelli                          | Zoe Bäckstedt                |
| 2 | 19 décembre 2021 | Namur (Cyclo-cross de la Citadelle) | Zoe Bäckstedt                                | Leonie Bentveld                              | Federica Venturelli                          | Zoe Bäckstedt                |
| 3 | 26 décembre 2021 | Termonde (Ambiancecross)            | Zoe Bäckstedt                                | Leonie Bentveld                              | Xaydée Van Sinaey                            | Zoe Bäckstedt                |
| 4 | 16 janvier 2022  | Flamanville                         | Leonie Bentveld                              | Valentina Corvi                              | Kateřina Hladíková                           | Leonie Bentveld              |
| 5 | 23 janvier 2022  | Hoogerheide (GP Adrie van der Poel) | annulée en raison de la pandémie de Covid-19 | annulée en raison de la pandémie de Covid-19 | annulée en raison de la pandémie de Covid-19 | Leonie Bentveld              |

### Classement général[10]
| Pos. | Coureuse            | TAB | NAM | DEN | FLA | HOO | Points |
| ---- | ------------------- | --- | --- | --- | --- | --- | ------ |
| 1    | Leonie Bentveld     | 2   | 2   | 2   | 1   | /   | 130    |
| 2    | Zoe Bäckstedt       | 1   | 1   | 1   | -   | /   | 120    |
| 3    | Lauren Molengraaf   | 6   | 5   | 5   | 4   | /   | 84     |
| 4    | Federica Venturelli | 3   | 9   | 8   | 5   | /   | 81     |
| 5    | Valentina Corvi     | 20  | 3   | 9   | 2   | /   | 78     |
| 6    | Kateřina Hladíková  | 4   | 6   | 15  | 3   | /   | 76     |
| 7    | Eliška Hanáková     | 18  | 6   | 4   | 6   | /   | 70     |
| 8    | Julia Kopecky       | 13  | 12  | 10  | 8   | /   | 61     |
| 9    | Vanda Dlasková      | 16  | 14  | 7   | 10  | /   | 57     |
| 10   | Xaydée Van Sinaey   | 9   | 15  | 3   | -   | /   | 53     |